# Old Bridge (Innerleithen)
Die Old Bridge, auch Cuddy Bridge, ist eine ehemalige Straßenbrücke in der schottischen Ortschaft Innerleithen in der Council Area Midlothian. 1971 wurde die Brücke in die schottischen Denkmallisten zunächst in der Denkmalkategorie B aufgenommen. 2008 wurde sie schließlich in die Kategorie C herabgestuft. Eine zusätzliche Einstufung als Scheduled Monument wurde bereits 1998 aufgehoben.

## Geschichte
Mit dem Vacant Stipend Act erließ das Parlament im Jahre 1665 ein Gesetz, welches die Verwendung der Pfarrgelder während einer Vakanz regelte. Es wurde verfügt, dass während der Vakanz ausgezahlte Gelder ausschließlich zum Bau oder zur Reparatur von Kirchen und Brücken sowie zur Unterstützung der Armen verwendet werden durften. Die Pfarrstelle Innerleithens war von Oktober 1695 bis März 1697 vakant. Vermutlich wurden die in dieser Zeit eingegangenen Gelder zum Bau der Brücke eingesetzt.
Den Brückenbau im Jahre 1701 leitete der Ingenieur Alexander Horsbrugh. Die neue Brücke verband Innerleithen mit der Ortschaft Pirn am gegenüberliegenden Ufer des Leithen Waters und ermöglichte so Kirchgänger aus den östlichen Regionen des Parishs den Kirchenbesuch. Außerdem verband sie Innerleithen mit den östlich gelegenen Ortschaften. Mit dem Bau der neuen Straße zwischen Peebles und Galashiels entlang des Tweeds (heutige A72) wurde ein kurzes Stück flussabwärts in den 1770er Jahren eine weitere Brücke errichtet, die fortan den Hauptverkehrsweg über das Leithen Water trug. 2006 wurde die zwischenzeitlich für den Straßenverkehr gesperrte Old Bridge restauriert.

## Beschreibung
Bei der Old Bridge handelt es sich um eines der seltenen erhaltenen Exemplare einer Bogenbrücke aus dem frühen 18. Jahrhundert in Schottland. Der Mauerwerksviadukt überspannt das Leithen Water kurz vor dessen Mündung in den Tweed mit einem ausgemauerten Segmentbogen. Sein Mauerwerk besteht aus grob behauenem Bruchstein. Zu beiden Seiten begrenzen Brüstungen die Fahrbahn, die zu beiden Seiten leicht aufgefächert ausgeführt sind. Die Brüstungen wurden im Zuge der Restaurierungsarbeiten im Jahre 2006 vermutlich weitgehend neu gebaut.